# Giambattista Varesco
Giambattista Varesco (Trento, 26 novembre 1735 – Salisburgo, 25 agosto 1805) è stato un abate, musicista e poeta italiano noto principalmente per essere stato librettista di Wolfgang Amadeus Mozart.
Il suo nome di battesimo appare, a seconda delle occasioni, come Giambattista, Gianbattista, Giovanni Battista e Girolamo Giovanni Battista. A volte viene indicato con l'appellativo italiano di Abate o quello francese di Abbé, entrambi usati per i sacerdoti: fu cappellano presso la cappella di corte di Salisburgo dal 1766.
L'unico lavoro noto di Varesco per Mozart è il libretto dell'Idomeneo; quello non portato a termine de L'oca del Cairo è poco conosciuto. Varesco curò anche il libretto di Metastasio per Il re pastore, una tra le opere minori di Mozart. La commissione di Mozart per Idomeneo gli giunse nel 1780 da parte di Karl Theodor, elettore di Baviera; la sua corte, quella di Monaco, pagò a Varesco 90 fiorini. Leopold Mozart fece da intermediario locale per suo figlio, e la loro corrispondenza ha lasciato molti dettagli sulla collaborazione e ha mostrato l'insoddisfazione del compositore, soprattutto per l'eccessiva lunghezza del testo. In una lettera del dicembre 1780 Mozart scrisse:
(V.1. - 43/46)
Varesco si risentì per i numerosi tagli e modifiche richiesti da Mozart e insistette affinché il suo testo originale fosse pubblicato integralmente, pretesto che Mozart usò per i tagli che apportò senza l'approvazione del librettista. In una lettera di Mozart al padre, che gli faceva da mediatore a Salisburgo, Mozart sottolinea l'ammissione di Varesco di non avere "la minima conoscenza o esperienza del teatro".
Contrariamente all'ampia documentazione di questa difficile collaborazione, non c'è traccia scritta di quella tra Mozart e il suo più grande librettista, Lorenzo da Ponte, il cui ufficio era a pochi passi dall'alloggio viennese di Mozart.